# Біслетт
Бі́слетт (норв. Bislett) — мультиспортивний стадіон в Осло, Норвегія, відкритий у 1922 році, зараз вміщує 15 400 глядачів. У 1952 році був головною спортивною ареною VI зимових Олімпійських ігор, в різні роки був місцем проведення одинадцяти чемпіонатів світу з ковзанярського спорту. У 2004 році повністю знесено, і збудований заново до 2005 року.

## Історія
Стадіон був побудований у 1917 році на місці старого цегельного заводу за фінансової участі муніципалітету міста. Спочатку використовувався як арена для катання на ковзанах. Пізніше стадіон став використовуватися і для проведення легкоатлетичних змагань. У 1940 році зазнав серйозної реконструкції, після якої став вміщати 20 000 глядачів. Наступна реконструкція була проведена в рамках підготовки до зимових Олімпійських ігор 1952 року. З 1965 року на стадіоні з різною частотою проходив легкоатлетичний турнір «Bislett Games», який з 1998 року став одним з етапів Золотої ліги ІААФ. До кінця 1980-х років стадіон залишався головним ковзанярський майданчиком Норвегії, однак з початком 1990-х ковзанярський спорт в гонитві за поліпшенням результатів поступово став відходити від практики проведення великих турнірів просто неба, віддаючи перевагу критим аренам. Вбачаючи занепад арени, муніципалітет міста Осло ухвалив рішення про переорієнтацію арени на літні види спорту.
Таким чином, у 2004 році стадіон був повністю зруйнований, і за десять місяців до літа 2005 року збудований заново з урахуванням усіх сучасних вимог, висунутих до проведення змагань з легкої атлетики та футболу. У цей час стадіон є домашнім для двох футбольних клубів — «Скейда» та «Люна».